# 에글 아쥐르
에글 아쥐르(프랑스어: Aigle Azur)는 프랑스의 지역 항공사로 총 26개 노선을 취항하고 있었다. 본사는 프랑스 파리 위치해 있으며 1946년에 설립했다. 중화인민공화국의 국영 항공사인 하이난 항공의 자회사에 해당이 됐었다. 파산 끝에 에글 아쥐르는 운행을 중단하게 되었다.

## 보유 기종
- 2014년 8월 기준으로 에글 아쥐르는 다음과 같은 기종을 보유하고 있다.